# Piattaforma di ghiaccio Gillett
La piattaforma di ghiaccio Gillett è una stretta piattaforma glaciale che occupa un'insenatura della costa Antartica davanti ai colli Wilson fra la penisola contenente i nunataks Holladay e la penisola Anderson, nella Terra di Oates, in Antartide. La piattaforma è alimentata da diversi ghiacciai che nascono dal versante orientale dei colli Wilson, tra cui il ghiacciaio Manna.

## Storia
La piattaforma fu mappata per la prima volta nel 1963 dallo United States Geological Survey (USGS) grazie a rilevamenti e fotografie aeree della marina militare degli Stati Uniti d'America effettuati tra il 1960 ed il 1963.
L'attuale toponimo le fu assegnato dal Comitato consultivo dei nomi antartici (in inglese: Advisory Committee on Antarctic Names, US-ACAN) in nome del Capitano Clarence R. Gillett, della Guardia Costiera degli Stati Uniti d'America (USCG), che prestò servizio nelle operazioni della USCG da dicembre 1966 a maggio 1970.